# Alkil
U organskoj hemiji, alkil supstituent je alkan bez atoma vodonika.
Termin alkil je namerno nespecifičan da bi obuhvatio mnoge moguće supstituente. 
Aciklični alkil ima opštu formulu CnH2n+1. Cikloalkil je izveden iz cikloalkana uklanjanjem atoma vodonika sa prstena i ima opštu formulu CnH2n-1. Alkil je tipično deo većeg molekula. U strukturnoj formuli se koristi simbol R za označavanje generičke (nespecifikovane) alkil grupe. Najmanja alkil grupa je metil, sa formulom CH3−.